# トマス・デンマン (第3代デンマン男爵)
第3代デンマン男爵トマス・デンマン（英語: Thomas Denman, 3rd Baron Denman, GCMG, KCVO, PC、1874年11月16日 - 1954年6月24日）は、イギリスの貴族、政治家。1911年から1914年にかけてオーストラリア総督を務めた。

## 経歴
1874年11月16日に巡回裁判書記官のリチャード・デンマンとその妻ヘレン（旧姓マクミッキング）の間の息子としてロンドンに生まれる。父は初代デンマン男爵トマス・デンマンの孫にあたる。
サンドハースト王立陸軍士官学校を卒業。
1894年8月9日に大叔父にあたる第2代デンマン男爵トマス・デンマンの死去により19歳で第3代デンマン男爵を継承した
ボーア戦争が勃発すると従軍し、1900年2月3日に帝国ヨーマンリーの中尉となった。1902年4月30日にミドルセックス(ケンブリッジ公軽騎兵連隊)帝国ヨーマンリーの少佐となる
21歳から自由党の貴族院議員となり、1905年から1907年にかけて議員たる侍従(貴族院与党幹事)、1907年から1911年にかけて名誉帯剣紳士隊長(貴族院与党院内幹事長)を務めた。また1909年には貴族院副議長(Deputy Speaker, House of Lords)を務めた。
1911年から1914年にかけてオーストラリア総督を務めた。彼は前任の第2代ダドリー伯爵ウィリアム・ワードと違い、「私は労働者が好きだ」と語ってアンドリュー・フィッシャー労働党政権と友好的な関係を持つことに努めた。1913年3月12日にはオーストラリア首都特別地域創設のセレモニーを開催した。1913年5月の総選挙で連邦自由党が勝利してジョゼフ・クックが政権に就いたが、上院では労働党が多数を握り続けたため、政治は混乱した。デンマンの健康が悪化したこともあって混乱の収拾はできなかった。1914年5月に健康状態などを理由にして辞職した。
1914年から1915年にかけて第一次世界大戦に従軍し、ミドルセックス・ヨーマンリーの中佐となった。
1919年から1924年にかけては貴族院自由党幹事長を務めた。
1954年6月24日にサセックス・ホヴで死去。爵位はトマス・デンマンに継承された。

## 栄典

### 爵位
1894年8月9日の大伯父トマス・デンマンの死去により以下の爵位を継承した。
- ダービー州におけるダブデールの第三代デンマン男爵 (3rd Baron Denman, of Dovedale in the County of Derby)
(1834年3月28日の勅許状による連合王国貴族爵位)

### 勲章
- 1909年、ロイヤル・ヴィクトリア勲章ナイト・コマンダー(KCVO)[6]
- 1911年、聖マイケル・聖ジョージ勲章ナイト・グランド・クロス(GCMG)[7]

## 家族
1904年11月26日、初代カウドレー子爵ウィートマン・ピアソンの娘ガートルード(Gertrude, 1884–1954)と結婚。彼女との間に以下の2子を儲けた。
- 第1子(長男)トマス・デンマン(Thomas Denman, 1905-1971) - 第4代デンマン男爵を継承
- 第2子(長女)アン・ジュディス・デンマン(Thomas Denman, 1907-1987) - 第8代準男爵（英語版）ウォルター・バレルと結婚